# ГЕС Carlos Lleras Restrepo
ГЕС Carlos Lleras Restrepo — гідроелектростанція у центральній частині Колумбії. Знаходячись між ГЕС La Tasajera та ГЕС Порсе 2, входить до складу гідровузла, який використовує ресурс зі сточища річки Порсе (права притока Нечі, правої притоки Кауки, яка, своєю чергою, є лівою притокою Магдалени, котра впадає до Карибського моря в місті Барранкілья).
У межах проєкту Порсе (на цій ділянці також відома під назвою Медельїн) перекрили невеликою водозабірною греблею, яка відводить ресурс у прокладений по правобережжю дериваційний тунель довжиною 5,9 км. У системі також працює запобіжний балансувальний резервуар, котрий включає з'єднувальну шахту глибиною 112 метрів з діаметром 2,4 метра та наземну камеру більшого діаметра.
Розташований на березі річки наземний машинний зал обладнали двома турбінами типу Френсіс потужністю по 39,7 МВт, які при напорі у 130 метрів забезпечують виробництво 585 млн кВт·год електроенергії на рік.